# Méga-uretère

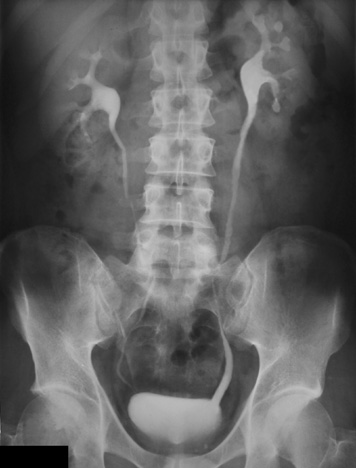
Une image IVU montrant les reins, l'uretère et la vessie

Un méga-uretère (du grec μέγας « méga » soit grand avec ici l'idée de dilatation) est une dilatation d'un ou des deux uretères. Il est authentifié dès lors qu'est observée une dilatation d'un uretère et d'une cavité pyélocalicielle supérieure à 5 mm.

## Types de méga-uretère
Le terme désigne donc une conséquence et non une maladie. Le méga-uretère se décrit selon qu'il est primitif ou secondaire, et selon qu'il est obstructif et/ou refluant ou ni l'un ni l'autre.
Dans le cas du méga-uretère secondaire, la dilatation est secondaire à un obstacle correspondant à une pathologie bien définie. L’obstacle pouvant  alors siéger au niveau de l’urètre (polype, valve, diverticule, rétrécissement), du col vésical, du détrusor (diverticule, sclérose, vessie neurologique) ou de l’uretère (urétérocèle, abouchement ectopique),.
Le méga-uretère peut être primitif (ou primaire) "et" obstructif quand la dilatation est congénitale, et qu'elle siège en amont d’un obstacle situé au niveau de l’uretère terminal : c’est le méga-uretère congénital obstructif primitif (MCOP) ou méga-uretère primitif obstructif (MUPO), ou  méga-uretère primitif congénital.
Le méga-uretère peut aussi être primitif "et" refluant. Il procède alors d’un reflux du contenu de la vessie dans l'uretère et non plus d'une obstruction.
Il peut aussi être primitif "obstructif et refluant" lorsqu'il existe une véritable déficience de la jonction entre uretère et vessie, dès lors le reflux est un facteur aggravant.
Il peut enfin être primitif "ni obstructif ni refluant" lorsque les capacités d’excrétion du système collecteur sont dépassées par la quantité d’urine produite (diabète insipide, intoxication à l’eau) ou encore des syndromes d’aplasie de la paroi abdominale (syndrome de Prune Belly),.

## Épidémiologie
Selon les auteurs la fréquence des MCOP varie d'une naissance pour 3 000 à 10 000. Il est bilatéral dans 20 à 25 % des cas et le côté gauche est le plus fréquemment en cause,. Le diagnostic est le plus fréquent chez l'enfant, voire en prénatal, mais peut être tardif chez l'adulte.
La dilatation de l'uretère peut s'accompagner en amont d'une dilatation du bassinet ou des  calices et ces anomalies peuvent être diagnostiquées avant la naissance par l'échographie. Le suivi après la naissance de ces diagnostics anténataux permet de faire la part relative du méga-uretère parmi toutes les dilatations congénitales des voies excrétrices. Ainsi les méga-uretères (primitif ou secondaire) représentent un quart des dilatations des voies urinaires observées en anténatal soit la deuxième cause,.

## Traitements
Les méga-uretères primitifs diagnostiqués pendant la grossesse peuvent évoluer spontanément vers la résolution ce qui justifie de mettre en place un protocole de surveillance périodique avant de décider d'un geste opératoire. De plus les techniques de traitement endoscopique avec dilatation du méat urétéral (avec ou sans pose de ballon de dilatation) ou pose provisoire d'une sonde double J ont permis une régression de l’obstruction dans de nombreux cas ce qui dispense de la chirurgie ultérieure. Enfin, lorsque c'est nécessaire, il existe de nombreuses techniques chirurgicales de réimplantation urétérales.

## Classification ICD-10
- N28.8 Méga-uretère
- Q62.2 Méga-uretère congénital